# Capparidastrum coimbranum
Capparidastrum coimbranum är en kaprisväxtart som först beskrevs av Cornejo och Iltis, och fick sitt nu gällande namn av Cornejo och Iltis. Capparidastrum coimbranum ingår i släktet Capparidastrum och familjen kaprisväxter. Inga underarter finns listade i Catalogue of Life.